# Senhora da Boa Esperança
Nossa Senhora da Boa Esperança é uma figura venerada pela Igreja Católica como a protetora das famílias. A sua devoção é marcada por uma série de milagres, como a cura de doenças, a multiplicação de alimentos e a proteção de famílias.  
A história de Nossa Senhora da Boa Esperança remonta ao século XV, quando um menino de 11 anos foi curado milagrosamente da cegueira. A Igreja Católica celebra a festa de Nossa Senhora da Boa Esperança todos os anos para homenagear a sua importância para a fé católica.
A devoção a Nossa Senhora da Esperança também é forte, e remonta ao século XVI, quando uma imagem da Virgem Maria foi encontrada em uma floresta em Portugal.